# Jean-Louis Le Breton
Jean-Louis Le Breton (ur. 1952) – francuski dziennikarz, muzyk i projektant gier komputerowych.

## Życiorys
Był uczestnikiem protestów przeciwko rządom Charles’a de Gaulle’a w maju 1968 roku, a następnie członkiem dwóch awangardowych grup muzycznych: Los Gonococcos i Dicotylédon. Porzucił grę muzyczną w 1982 roku; nabywszy wówczas komputer Apple II, stworzył prawdopodobnie pierwszą francuskojęzyczną grę na komputery osobiste, Le Vampire fou (1982), wydaną przez efemeryczną spółkę Ciel Bleu.
W 1984 roku wraz z Fabrice’em Gille’em, synem swej znajomej, założył studio Froggy Software, pionierską awangardową wytwórnię gier komputerowych. W ramach swej wytwórni Le Breton zaprogramował sześć gier: Épidémie (1984), Paranoïak (1984), Le Crime du parking (1985), Même les pommes de terre ont des yeux (1985, scen. Clotilde Marion), La Femme qui ne supportait pas les ordinaeurs (1986, scen. Chine Lanzmann), wreszcie La Crapule (1987). Wywarły one istotny wpływ na kształt francuskiej branży gier komputerowych. Zwłaszcza Paranoïak, pierwsza gra komputerowa osadzona w realiach współczesnej Francji, wprowadził też niespotykany w branży temat: leczenie bohatera z chorób psychicznych, kompleksów i natręctw. Paranoïak zdobył przyznawaną przez Apple nagrodę Pomme d’Or, a Le Crime du parking – kryminał poruszający motywy morderstwa, homoseksualizmu i handlu narkotykami – cieszył się powodzeniem komercyjnym. Même les pommes de terre ont des yeux była z kolei satyrą na brutalną dyktaturę wojskową Augusta Pinocheta w Chile, a La Femme qui ne supportait pas les ordinateurs – stylizowaną na czat internetowy grą na temat prześladowania kobiet w sieci.
Le Breton przestał tworzyć gry w 1987 roku. Zamknąwszy wówczas Froggy Software, skupił się na działalności dziennikarskiej; był korespondentem dla magazynu „Sud Ouest”, a następnie prowadził czasopismo „Le Canard Gascon”. Był także twórcą licznych książek kryminalnych i biograficznych, np. poświęconych feministce Marii Vérone oraz pisarce Marie-Léonie Devoir.